# David Arquette
Pour les articles homonymes, voir Arquette.
David Arquette [ˈdeɪvɪd ɑɹˈkɛt] est un acteur américain, né le 8 septembre 1971 à Winchester (Virginie).

## Biographie
David Arquette est le plus jeune de la fratrie de la célèbre famille Arquette, composée notamment de son grand-père Cliff Arquette, de son père Lewis Arquette et de ses quatre frères et sœurs Rosanna, Patricia, Richmond et Alexis.
Le 11 septembre 2016, sa sœur, l'actrice trans Alexis Arquette, meurt à l'âge de 47 ans des suites du SIDA.

### Carrière
Il commence sa carrière d'acteur en 1992 avec le rôle de l'ami de Luke Perry dans le film Buffy, tueuse de vampires.
En 1996, il devient une vraie vedette grâce à son rôle dans le film d'horreur Scream et ses quatre suites où il interprète le shérif Dwight "Dewey" Riley, ainsi qu'à sa courte participation à la série Friends.
Entre 1996 et 2002 il a joué deux fois avec Matthew Lillard.

#### Dancing with the Stars
Le 19 septembre 2011 il fait partie des 12 nouvelles célébrités de Dancing with the Stars saison 13.
Parmi les candidats, il y a Ricki Lake, Hope Solo, Kristin Cavallari, Ron Artest, Nancy Grace et Elisabetta Canalis.
Il est en compétition avec la danseuse Kym Johnson.
Au bout de sept semaines il est éliminé (41 jours de compétition), face à Nancy Grace.

### Carrière dans le catch

#### WCW (2000)
Le 25 avril 2000, dans le cadre de la promotion du film Ready To Rumble il remporte le Championnat du monde Poids-Lourd de la fédération de Catch World Championship Wrestling (WCW) en battant Jeff Jarrett et Eric Bischoff . Cela a été considéré comme l'une des pires Storylines de cette fédération,

#### WWE(2010)
Le 13 décembre 2010, lors de l'épisode de WWE Raw, il perd avec Alex Riley contre Randy Orton au cours d'un 2 on 1 handicap match.

#### Circuit indépendant
Le 2 septembre 2018, lors de Warrior Wrestling #2, il gagne avec R. J City contre James Ellsworth et Frank The Clown. Il continue à apparaître au cours de plusieurs show indépendant et le 11 novembre 2018, Arquette participe à un deathmatch face à Nick Gage pour la fédération Game Changer Wrestling ; ce combat est particulièrement brutal et Arquette réagit mal au caractère violent de ce type de match. Après avoir été blessé à sang, il s'en prend physiquement à son adversaire, qui écourte le combat d'urgence.

### Vie privée
En 1999, il épouse Courteney Cox qu'il a rencontrée sur le tournage du film d'horreur Scream. Le 13 juin 2004, ils ont une fille, Coco Riley. Le 11 octobre 2010, le couple annonce dans un communiqué qu'ils sont séparés depuis le mois de juin. Le divorce est prononcé en juin 2012.
Depuis juillet 2011, il est en couple avec Christina McLarty, de 10 ans sa cadette. Le 28 avril 2014, elle a donné naissance à un garçon, prénommé Charlie West Arquette. En juillet 2014, ils annoncent leurs fiançailles après trois ans de vie commune. Le 12 avril 2015, David Arquette et Christina McLarty se sont mariés à Los Angeles. En octobre 2016, ils annoncent attendre leur second enfant. Le 8 mars 2017, le petit Augustus Alexis Arquette vient agrandir la fratrie.

## Filmographie

### Cinéma et télévision
- 1990 : The Outsiders (en) (série télévisée)
- 1990 : Portrait craché d'une famille modèle (Parenthood), d'Allan Arkush, Matia Karrell (en) et Betty Thomas (série télévisée)
- 1992 : Halfway House, d'Ignazio Dolce (court-métrage)
- 1992 : Cruel Doubt (en), d'Yves Simoneau (TV)
- 1992 : Buffy, tueuse de vampires (Buffy the Vampire Slayer), de Fran Rubel Kuzui
- 1992 : Break Out (Where the Day Takes You), de Marc Rocco
- 1992 : Blossom, de Don Reo (série télévisée) (épisode Only When I Laugh)
- 1992 : Beverly Hills 90210 (Beverly Hills, 90210), de Bobby Roth (série télévisée) (Saison 3 Épisode 14 : Wild Horses)
- 1993 : The Killing Box, de George Hickenlooper
- 1993 : An Ambush of Ghosts, d'Everett Lewis
- 1993 : The Webbers, de Brad Marlowe (TV)
- 1994 : Frank & Jesse (en), de Robert Boris (en)
- 1994 : The Road Killers, de Deran Sarafian
- 1994 : Roadracers, de Robert Rodríguez (TV)
- 1994 : Radio Rebels (Airheads), de Michael Lehmann
- 1995 : Fall Time (en), de Paul Warner (en)
- 1995 : Double Rush (en), de Michael Lembeck (série télévisée)
- 1995 : Wild Bill, de Walter Hill
- 1996 : Femmes de rêve (Beautiful Girls), de Ted Demme
- 1996 : Kiss & Tell (en), de Jordan Alan
- 1996 : Lonesome Dove : Les Jeunes Années (Dead Man's Walk), d'Yves Simoneau (feuilleton TV)
- 1996 : Skin and Bone (en), d'Everett Lewis
- 1996 : Friends, de Kevin Bright (série télévisée) (épisode The One with the Jam) : Malcolm
- 1996 : Johns, de Scott Silver
- 1996 : Scream de Wes Craven : Dwight « Dewey » Riley
- 1997 : Last Trip (Dream with the Fishes) de Finn Taylor (en)
- 1997 : Scream 2 de Wes Craven : Dwight « Dewey » Riley
- 1998 : L'Alarmiste (Life During Wartime) d'Evan Dunsky (en) : Tommy Hudler
- 1998 : RPM de Ian Sharp
- 1998 : Free Money d'Yves Simoneau
- 1999 : The Runner de Ron Moler
- 1999 : Vorace (Ravenous) d'Antonia Bird
- 1999 : Collège Attitude (Never Been Kissed) de Raja Gosnell
- 1999 : Les Muppets dans l'espace (Muppets from Space) de Tim Hill
- 1999 : The Hughleys (en) de D.L. Hughley et Matt Wickline (série télévisée) (épisode The Curse of the Coyote Man)
- 2000 : WCW Thunder : WCW World Heavyweight Championship - Arquette & Page vs Jarrett & Bischoff
- 2000 : Scream 3 de Wes Craven : Dwight « Dewey » Riley
- 2000 : Ready To Rumble de Brian Robbins
- 2000 : Pelswick (en) de John Callahan (série télévisée)
- 2001 : Destination : Graceland (3000 Miles to Graceland) de Demian Lichtenstein
- 2001 : Spot (See Spot Run) de John Whitesell
- 2001 : Amours sous thérapie (The Shrink Is In) de Richard Benjamin
- 2001 : The Grey Zone,de Tim Blake Nelson
- 2001 : Son of the Beach de James R. Stein (en) (série télévisée) (épisodes Queefer Madness et Saturday Night Queefer)
- 2002 : Arac Attack, les monstres à huit pattes (Eight Legged Freaks) d'Ellory Elkayem
- 2002 : Happy Here and Now de Michael Almereyda
- 2002 : Joyeux Muppet Show de Noël (It's a Very Merry Muppet Christmas Movie) de Kirk R. Thatcher (en)
- 2003 : Essentially Naked de Bif Naked (vidéo)
- 2003 : A Foreign Affair (en) de Helmut Schleppi
- 2003 : Stealing Sinatra de Ron Underwood
- 2003 : Static Choc (Static Shock), de Dwayne McDuffie (série télévisée) (épisode Romeo in the Mix) (voix)
- 2004 : Never Die Alone (en) d'Ernest R. Dickerson
- 2004 : Riding the Bullet de Mick Garris
- 2005 : The Commuters de Stephen T. Kay (TV)
- 2005 : Slingshot (en) de Jay Alaimo
- 2005 : Les Aventures de Shark Boy et Lava Girl (The Adventures of Sharkboy and Lavagirl 3-D) de Robert Rodríguez
- 2006 : The Darwin Awards de Finn Taylor (en)
- 2006 : Sous haute tension (Time Bomb) de Stephen Gyllenhaal (TV)
- 2006 : The Tripper de David Arquette
- 2007 : In Case of Emergency (série télévisée)
- 2008 : Earl (My Name Is Earl) (série télévisée) : Sweet Johnny
- 2008 : Pushing Daisies (série télévisée) : Randy
- 2010 : The Land of the Astronauts de Carl Colpaert
- 2011 : Scream 4 de Wes Craven : Dwight « Dewey » Riley
- 2011 : Médium : Michael Benoit
- 2011 : Les Experts : Miami  Épisode 11 Saison 9 (Réalisateur)
- 2011 : Dancing with the Stars 13 sur ABC : lui-même, en duo avec Kym Johnson
- 2014 : Sold de Jeffrey D Brown (en) : Sam
- 2015 : Bone Tomahawk de S. Craig Zahler : Purvis
- 2018 : Sauvez Flora l'éléphant (Saving Flora) de Mark Drury Taylor
- 2019 : Creepshow (TV)
- 2020 : Carter (série télévisée), saison 2, épisode 3
- 2021 : Dr. Bird's Advice for Sad Poets de Yaniv Raz : Xavier
- 2021 : Domino: Battle of the Bones de Baron Davis, Steven V. Vasquez Jr. et Carl Reid : Walter
- 2021 : Ghosts of the Ozarks de Matt Glass et Jordan Wayne Long : Douglas
- 2022 : Scream de Tyler Gillett et Matt Bettinelli-Olpin :  Dwight « Dewey » Riley
- 2023 : The Good Half de Robert Schwartzman :  Rick Barona
- 2024 : The Unholy Trinity de Richard Gray : le père Jacob

Prochainement
- 2026 : Scream 7 de Kevin Williamson :  Dwight « Dewey » Riley

### Jeux vidéo
- 2001 : SSX Tricky (voix) : Eddie Wachowski
- 2022 : The Quarry de Supermassive Games et 2K : Monsieur H - Chris Hackett

## Palmarès dans le catch
- World Championship Wrestling
  - WCW World Heavyweight Championship (1 fois)

## Voix francophones
En France, Arnaud Arbessier est la voix française la plus régulière de David Arquette. David Krüger l'a également doublé à cinq reprises.
Au Québec, Sébastien Dhavernas  est la voix québécoise régulière de l'acteur dans la majorité de ses films.